# Argumento (linguística)
Na linguística, argumento é a expressão que ajuda a completar o significado de um predicado, referindo-se neste contexto a um verbo principal e seus auxiliares. A este respeito, o complemento é um conceito intimamente relacionado. A maioria dos predicados leva um, dois ou três argumentos. Um predicado e seus argumentos formam uma estrutura predicado-argumento. A discussão de predicados e argumentos está mais associada a verbos (de conteúdo) e sintagmas nominais (SN), embora outras categorias sintáticas também possam ser interpretadas como predicados e como argumentos. Os argumentos devem ser diferenciados dos adjuntos. Enquanto um predicado precisa de seus argumentos para completar seu significado, os adjuntos que aparecem com o predicado são opcionais; eles não são necessários para completar o significado do predicado. A maioria das teorias de sintaxe e semântica reconhece argumentos e adjuntos, embora a terminologia varie, e acredita-se que a distinção exista em todas as línguas. As gramáticas de dependência às vezes chamam argumentos de actantes, seguindo Lucien Tesnière (1959).
A área da gramática que explora a natureza dos predicados, seus argumentos e adjuntos é chamada de teoria da valência. Os predicados têm uma valência; eles determinam o número e o tipo de argumentos que podem ou devem aparecer em seu ambiente. A valência dos predicados também é investigada em termos de subcategorização.

## Argumentos e adjuntos
A análise básica da sintaxe e semântica das cláusulas depende muito da distinção entre argumentos e adjuntos. O predicado da cláusula, que geralmente é um verbo de conteúdo, exige certos argumentos. Ou seja, os argumentos são necessários para completar o sentido do verbo. Os adjuntos que aparecem, ao contrário, não são necessários nesse sentido. O sujeito e o objeto são os dois argumentos de predicados verbais que ocorrem com mais frequência. Por exemplo:
Jill gosta de Jack.
Sam fritou a carne.
O velho ajudou o jovem.
Cada uma dessas sentenças contém dois argumentos (em itálico). Predicados verbais que exigem apenas um argumento de sujeito (dormir, acordar, relaxar) são intransitivos, predicados verbais que exigem um argumento de objeto (fritar, ajudar) são transitivos e predicados verbais que exigem dois argumentos de objeto são bitransitivos (dar, emprestar).
As teorias psicolinguísticas devem explicar como as representações sintáticas são construídas de forma incremental durante a compreensão da frase. Uma visão que surgiu da psicolinguística é a hipótese da estrutura do argumento (ASH), que explica as operações cognitivas distintas para o argumento e a anexação adjunta: os argumentos são anexados por meio do mecanismo lexical, mas os adjuntos são anexados usando conhecimento gramatical geral (não lexical) que é representado como regras de estrutura de frase ou equivalente.